# Zdeslav (Čistá)

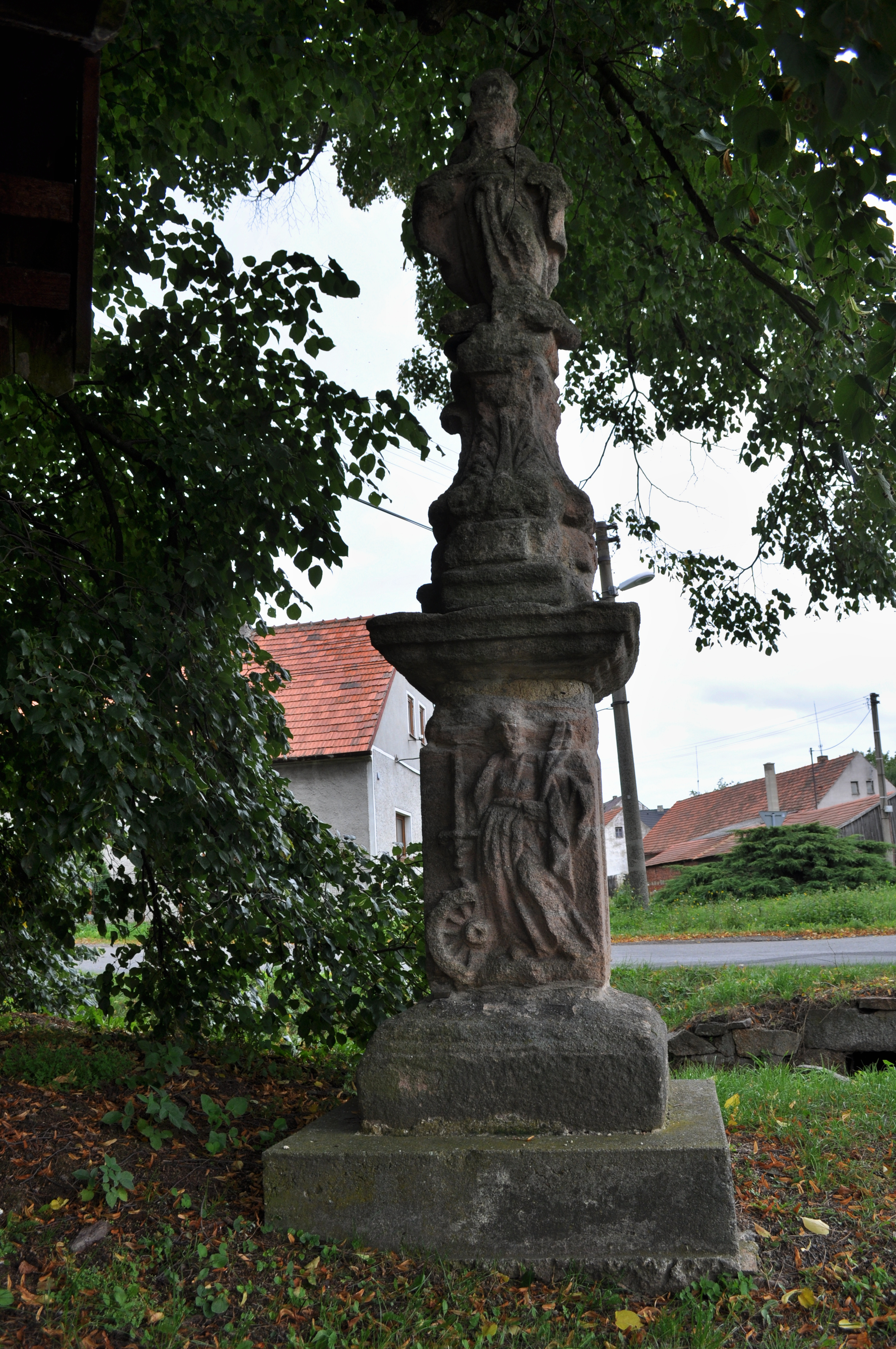
Statue des hl. Prokop

Zdeslav (deutsch Deslawen) ist ein Ortsteil der Gemeinde Čistá (Tschistay) in Tschechien. Er liegt neun Kilometer südöstlich von Jesenice (Jechnitz) und gehört zum Okres Rakovník.

## Geographie
Zdeslav erstreckt sich linksseitig des Baches Javornice im Seitental des Zdeslavský potok  (Cistaer Grenzbach). Entlang der Javornice liegen auf der Gemarkung von Nordwest nach Südwest die Teiche Horní zdeslavský rybník (Karlteich), Prostřední rybník (Brettmühlteich) und Dolní rybník (Woytateich). Nördlich erhebt sich der Hokovský vrch (Gemeindeberg; 565 m n.m.), im Nordosten der V Jedlinách (Fuchsböden; 546 m n.m.), östlich die Černá kočka (Schwarze Katz; 552 m n.m.) sowie im Südosten der Vrabíkov (516 m n.m.). Das Dorf befindet sich in der Rakovnická pahorkatina (Rakonitzer Hügelland) am Rande des Naturparks Jesenicko. 
Nachbarorte sind Velká Chmelištná (Groß Chmelischen) und Hokovské Domky (Hokauer Häuseln) im Norden, Řeřichy (Röscha) und Václavy (Wazlaw) im Nordosten, Křekovice (Krekowitz) und Všesulov (Schlösselhof) im Osten, Čistá im Südosten, Zátiší und Pod Vrabíkovem im Süden, V Lomu und Kůzová (Wallisgrün) im Südwesten, Zdeslavský Dvůr (Deslawener Hof), Nová Ves (Neu Wallisdorf) und Smrk im Westen sowie Pod Pískovnou, Otěvěky (Nedowitz) und Svatý Hubert (Sankt Hubert) im Nordwesten. 

## Geschichte
Das Dorf wurde wahrscheinlich nach 1229 von Zdeslav von Držislavice auf Čistá gegründet. Die erste urkundliche Erwähnung von Zdeslav erfolgte im Jahre 1348. Zu Ende des 14. Jahrhunderts wurde das Dorf der neu erbauten Burg Krakovec untertänig. Während der Hussitenkriege wurde Zdeslav in den 1420er Jahren zerstört und lag lange Zeit wüst.
Im Jahre 1447 erwarben die Herren Kolowrat-Krakovský die Herrschaft Krakovec. Albrecht Kolowrat-Krakovský, der mit seinen Brüdern in Fehde lag, machte Všesulov zu seinem Sitz und ließ 1539 dort einen Herrenhof errichten. 1542 erbte dessen Sohn Christoph Heinrich Kolowrat-Krakovský auf Šípy das väterliche Gut Všesulov mit Vysoká Libyně. Er ließ zwischen 1588 und 1590 die wüsten Dörfer Lhota und Zdeslav wiederbesiedeln. 1596 erbten Christoph Heinrichs minderjährige Söhne Abund, Karl und Maximilian die Herrschaft Šípy. Abund Kolowrat-Krakovský überschrieb 1604 seiner Frau Anna Maria, geborene Wchinsky, auf seinen Gütern, darunter auch Zdeslav, eine Morgengabe von 3000 Schock Groschen. Die Brüder Kolowrat-Krakovský verkauften das Gut Všesulov 1605 an Havel Hrobschitzky von Hrobschitz auf Petrovice; das Dorf Zdeslav behielten sie jedoch für sich und schlugen es dem Gut Vysoká Libyně zu. Karl und Maximilian Kolowrat-Krakovský teilten 1611 den Besitz. Dabei fiel das Gut Vysoká Libyně mit Lhota und Zdeslav Maximilian zu, der es von Šípy abtrennte und zu einem landtäfligen Allodialgut erheben ließ. Die Brüder Ernst Abund, Albrecht Heinrich und Maximilian Wenzel Kolowrat-Krakovský, die das Gut Vysoká Libyně 1659 gemeinschaftlich erbten, hatten eine deutsche Erziehung genossen und ließen bei ihren Untertanen die deutsche Sprache einführen. Im Jahre 1700 verkaufte Albrecht Heinrich Kolowrat-Krakovský das Gut an den Kreishauptmann des Saazer Kreises, Karl Maximilian Přichowsky auf Libočany. Přichowsky ließ 1720 westlich von Zdeslav einen neuen Meierhof anlegen. Dessen sechs Söhne veräußerten 1731 das inzwischen überschuldete Allodialgut an Georg Olivier von Wallis auf Koleschowitz. 1745 erbte die Besitzungen dessen minderjähriger Sohn Stephan Olivier von Wallis. In der Topographie des Königreichs Böhmen von 1785 wurde Deslawen ohne Angabe der Häuserzahl genannt. 1832 erbte Stephans Sohn Rudolf Olivier Graf von Wallis den Besitz, ihm folgte 1838 dessen Sohn Friedrich Olivier Graf von Wallis.
Im Jahre 1843 bestand das im Rakonitzer Kreis gelegene Dorf Deslawen, auch Deslawy bzw. Deslawek genannt, aus 37 Häusern mit 249 gemischtsprachigen Einwohnern, darunter zehn jüdische Familien. Im Ort gab es ein Wirtshaus; abseits lagen der herrschaftliche Meierhof, eine dominikale Schäferei und drei Mühlen an der Jawornice – die Brettmühle, die Woytamühle und die Karlsmühle, letztere mit einer Brettsäge. Der Karlsteich, der Brettmühlteich und der Woytateich dienten der herrschaftlichen Fischzucht. Pfarr- und Schulort war Chmelischen. Religiöses Zentrum der Juden war die Synagoge in Wallisgrün, ihr Begräbnisplatz war der Judenfriedhof auf den Galgenberg bei Kozlan. Bis zur Mitte des 19. Jahrhunderts blieb Deslawen der Allodialherrschaft Hoch-Libin untertänig.
Nach der Aufhebung der Patrimonialherrschaften bildete Deslawen / Zdeslav ab 1850 mit den Ortsteilen Neu Wallisdorf und Wallisgrün  eine Gemeinde im Gerichtsbezirk Jechnitz. Ab 1868 gehörte Deslawen zum Bezirk Podersam. Im Jahre 1869 bestand das Dorf aus 38 Häusern und hatte 257 Einwohner. Bei einem Hochwasser der Javornice brachen am 25. Mai 1872 die Dämme des Karlsteiches, Brettmühlteiches und Wojtateiches. Im August 1885 lösten sich Neuwallisdorf und Wallisgrün von Deslawen los und bildeten eine eigene Gemeinde. In der Zeit des zunehmenden Nationalitätenkonflikts beantragte die an der Sprachgrenze gelegene Gemeinde die Einrichtung einer eigenen (deutschsprachigen) Schule. Bereits im Februar 1887 nahm die Schule in zwei angemieteten Räumen als Expositur der Chmelischener Schule den Unterricht auf. Erster Lehrer war Franz Schreiter, der 1896 als Bürgerschullehrer nach Graslitz wechselte. Die Gemeinde kaufte die ehemalige Schmiede auf und baute sie zum Schulhaus um, das am 27. Oktober 1888 eingeweiht wurde. 1895 wurde die Schule zu einer selbständigen Volksschule. Im selben Jahre erfolgte die Gründung des Landwirtschaftlichen Vereins für Deslawen und Umgebung, als dessen Obmann der Schuldirektor Schreiter fungierte. Im Jahre 1900 hatte die Gemeinde Deslawen 197 Einwohner, 1910 waren es 228. Die Häuser reihten sich zu beiden Seiten des Cistaer Grenzbaches, der 14 kleine Ortsteiche speiste, in einem von West nach Ost ansteigenden breiten Tal aneinander. Haupterwerbsquelle war die Landwirtschaft, hauptsächlich wurden in Dreifelderwirtschaft Winterroggen, Hafer, Rotklee und Kartoffeln angebaut. Außerdem hatte der Zwetschgenanbau Bedeutung. Ein Fünftel der Gemeindefläche gehörte zum Meierhof; dessen Besitzer war Anton Dreher junior in Klein-Schwechat. Das Dorf lag an der Bezirksstraße von Groß Chmelischen nach Tschistay; 1904 wurde die Bezirksstraße von Deslawen nach Podersanka und Scheles fertiggestellt. Teil der Gemeinde waren die Einschichten Deslawener Hof, Karlsmühle, Brettmühle und Wojtamühle.
Nach dem Ersten Weltkrieg zerfiel der Vielvölkerstaat Österreich-Ungarn, Deslawen wurde 1918 Teil der neu gebildeten Tschechoslowakischen Republik. Beim Zensus von 1921 lebten in den 43 Häusern der Gemeinde 230 Personen, darunter 147 Deutsche und 82 Tschechen. 1930 lebten in den 47 Häusern von Deslawen 210 Personen. Nach dem Münchner Abkommen wurde Deslawen im Oktober 1938 dem Deutschen Reich zugeschlagen und gehörte bis 1945 zum Landkreis Podersam. Die neue Staatsgrenze wurde entlang der östlichen und südlichen Gemarkungsgrenze gezogen. 1939 hatte die Gemeinde 187 Einwohner. Nach dem Ende des Zweiten Weltkrieges kam Zdeslav zur wiedererrichteten Tschechoslowakei zurück. Nach der Aussiedlung der meisten deutschen Bewohner wurde die Gemeinde mit Tschechen wiederbesiedelt. 1949 erfolgte die Eingemeindung von Křekovice und die Umgliederung der Gemeinde in den Okres Plasy. 1950 lebten in den 41 Häusern von Zdeslav 154 Personen. Bei der Gebietsreform von 1960 erfolgte die Aufhebung des Okres Plasy, Zdeslav wurde Teil des Okres Rakovník. Am 1. Januar 1980 wurde Zdeslav nach Čistá eingemeindet. Beim Zensus von 1991 lebten in den 44 Häusern von Zdeslav 100 Personen. 2011 hatte das Dorf 97 Einwohner und bestand aus 48 Wohnhäusern.

## Ortsgliederung
Der Ortsteil bildet den Katastralbezirk Zdeslav u Rakovníka. Zu Zdeslav gehören die Einschichten Pod Pískovnou sowie anteilig V Lomu und Zdeslavský Dvůr (Deslawener Hof).

## Sehenswürdigkeiten
- Kapelle, in der Ortsmitte
- Barocke Statue des hl. Prokop mit einem verwitterten Sockelrelief der hl. Katharina, geschaffen 1710 oder 1713
- Steinkreuz
- Breitpfeiler mit gusseisernen Kreuz, es zeigt in einer Nische Maria mit den Jesuskind
- Zwei geschützte Linden